# Pseudoxymyia parvicornis
Pseudoxymyia parvicornis är en tvåvingeart som beskrevs av Lindner 1959. Pseudoxymyia parvicornis ingår i släktet Pseudoxymyia och familjen vapenflugor.
Artens utbredningsområde är Madagaskar. Inga underarter finns listade i Catalogue of Life.